# Rhyacophila cerita
Rhyacophila cerita là một loài Trichoptera trong họ Rhyacophilidae. Chúng phân bố ở miền Tân bắc.